# Onthophagus kanyaayonus
Onthophagus kanyaayonus là một loài bọ cánh cứng trong họ Bọ hung (Scarabaeidae).